# 洗兒禮
洗兒禮，是漢字文化圈中嬰兒出生後第一次洗澡的傳統儀式。在古代，嬰兒出生後並不會立即洗澡，而是出生三日後才洗澡，除洗澡外，還有拜祭產神的儀式。

## 中國
嬰兒出生三天要以母親婚嫁帶來的浴盆為新生兒洗澡，故又稱洗三、洗三朝。洗澡水以桂花心和柑葉煮沸，浴盆內放三塊小石子，以及舊錢十二文，小石子取意頭殼堅硬，小錢取意財氣。然後將供拜後的雞、酒、油飯，送至嬰兒母親的娘家，報告外祖父母他們有了外孫的喜訊，稱為「報酒」，婆家要回送各種食物補品。同時，也要將雞、酒、油飯分送給左鄰右舍，以答謝他們贈送過賀禮。他們須贈少許白米，米上置一紅紙，紙上放「油頭飯」（油飯上面部份）作為回禮，並附幾個小石子或幾粒黑豆，取意頭殼堅硬，祝嬰兒健康。這個回贈的禮俗稱為「嘳盤」。

## 日本
日本稱為產湯（日语：産湯），所用的水會加入鹽和酒來為嬰兒驅除病害。母親在這天還會製作「產飯」，是把一升米煮成飯，然後舀在茶碗裡弄得高高，向產神祈求嬰兒一生飽食無憂，供拜後的產飯會放在新生兒床邊，並會由母親、產婆以及附近來到賀的婦孺享用，整個過程不會有成年男性參與。這天也是產婦可以離開產屋搬回主屋的日子。

## 朝鮮半島
在朝鮮半島，這天母親要先用艾草泡的水洗澡，然後再用溫水為新生兒洗澡，持續兩天。第一天要從上至下洗，第二天下往上洗，人們相信這樣小孩才會發育良好。這天開始家人才可以出入產婦的房間，有些人會在這天收起給產神的供品。